# ヴカン・サヴィチェヴィッチ
ヴカン・サヴィチェヴィッチ（セルビア語: Вукан Савићевић, Vukan Savićević、発音: [ʋǔkan saʋǐːtʃeʋitɕ]、1994年1月29日 - ）は、モンテネグロとセルビアのサッカー選手。ポジションはMF。

## クラブ歴
レッドスター・ベオグラードの下部組織に在籍し、17歳でアレクサンダル・ヤンコヴィッチ監督によって2012-13シーズン初めにトップチーム昇格。2012年9月22日にプロ初出場。2013年2月22日にプロ初得点。同年6月21日に2017年まで契約を延長した。
2015年8月7日に12万ユーロの未払いをレッドスター・ベオグラードに要求し、ŠKスロヴァン・ブラチスラヴァに移籍。

## 代表歴
U-17代表はモンテネグロを選択し、2009年から2010年にかけて出場した。しかし2012年にセルビアU-19代表で出場。2015年6月15日にモンテネグロU-21代表で出場した。
2016年6月に行われたトルコ代表との親善試合の際にモンテネグロ代表に招集されたが出場はなかった。
2017年6月4日に行われたイラン代表との親善試合で代表初出場。